# NGC 7550
NGC 7550 este o interacțiune de galaxii situată în constelația Pegas. A fost descoperită în 18 septembrie 1784 de către William Herschel. Se află la o distanță de 69,12 de megaparseci de Pământ.